# Justin Hamilton (basket-ball, 1990)
Pour les articles homonymes, voir Justin Hamilton et Hamilton.
Justin Hamilton, né le 1er avril 1990 à Newport Beach en Californie, est un joueur américain de basket-ball. Il évolue au poste de pivot.

## Biographie
Hamilton est drafté en 2012, à la 45e position par les 76ers de Philadelphie. Il est aussitôt transféré au Heat de Miami en échange des droits sur Arnett Moultrie.
En août 2012, il signe en Croatie avec le Cibona Zagreb.
En janvier 2013, il signe en Lettonie au VEF Rīga. Il quitte l'équipe lettone en mai.
Le 10 septembre 2013, il signe avec le Heat de Miami mais il est coupé le 26 octobre.
Le 31 octobre, il signe en D-League au Skyforce de Sioux Falls. Le 3 février 2014, il apprend qu'il participe avec l'équipe "Futures" pour le All-Star Game de D-League.
Le 2 mars 2014, il signe un contrat de 10 jours avec les Bobcats de Charlotte.
Le 14 mars 2014, il signe avec le Heat de Miami pour le reste de la saison. Le 20 mars 2014, il est envoyé chez le Skyforce de Sioux Falls en D-League. Le 24 mars, il est rappelé dans l'effectif du Heat. Le Heat participe aux finales NBA 2014 qu'ils perdent en cinq matches contre les Spurs de San Antonio. Hamilton n'a joué aucun match durant les playoffs NBA 2014 avec Miami.
Le 19 février 2015, Hamilton est transféré aux Pelicans de La Nouvelle-Orléans dans un échange à trois équipes, incluant les Suns de Phoenix. le 3 mars 2015, Hamilton est coupé par les Pelicans sans avoir disputé de rencontre avec eux. Deux jours plus tard, il rejoint les Timberwolves du Minnesota.
Le 27 juillet 2015, il part en Europe et signe en Espagne au Valencia Basket Club.

## Palmarès

### En franchise
- Champion de la Division Sud-Est en 2014  avec le Heat de Miami.

### Distinctions personnelles
- Second team All-SEC (2012)
- All-NBA D-League First Team (2014)
- NBA D-League All-Defensive First Team (2014)
- NBA D-League All-Star (2014)

## Records sur une rencontre en NBA
Les records personnels de Justin Hamilton en NBA sont les suivants, :
| Type de statistique        | Saison régulière | Saison régulière                | Saison régulière |
| Type de statistique        | Record           | Adversaire                      | Date             |
| -------------------------- | ---------------- | ------------------------------- | ---------------- |
| Points                     | 21               | @ Knicks de New York            | 9 novembre 2016  |
| Paniers marqués            | 8                | @ Knicks de New York            | 9 novembre 2016  |
| Paniers tentés             | 14               | Nets de Brooklyn                | 16 mars 2015     |
| Paniers à 3 points réussis | 5                | @ Knicks de New York            | 9 novembre 2016  |
| Paniers à 3 points tentés  | 7                | @ Knicks de New York            | 9 novembre 2016  |
| Lancers francs réussis     | 5                | 3 fois                          | 3 fois           |
| Lancers francs tentés      | 6                | 3 fois                          | 3 fois           |
| Rebonds offensifs          | 6                | 2 fois                          | 2 fois           |
| Rebonds défensifs          | 9                | @ Raptors de Toronto            | 20 décembre 2016 |
| Rebonds totaux             | 11               | @ Raptors de Toronto            | 20 décembre 2016 |
| Passes décisives           | 6                | @ Spurs de San Antonio          | 15 mars 2015     |
| Interceptions              | 3                | 3 fois                          | 3 fois           |
| Contres                    | 5                | Pelicans de La Nouvelle-Orléans | 13 avril 2015    |
| Balles perdues             | 3                | Thunder d'Oklahoma City         | 15 avril 2015    |
| Minutes jouées             | 38               | Magic d'Orlando                 | 3 avril 2015     |

- Double-double : 3
- Triple-double : 0